# Hrvatski baseball savez
Hrvatski baseball savez je krovna organizacija hrvatskog bejzbola. Utemeljen je 7. ožujka 1986. u Zagrebu. Član je CEB-a od 8. veljače 1992. U IBA-u je ušao 22. srpnja iste godine. Sjedište organizacije je na adresi Trg Krešimira Ćosića 11.

## Vanjske poveznice
- https://web.archive.org/web/20130522071527/http://baseball-cro.hr/ Službene stranice